# Teresa Harsdorf-Bromowiczowa
Teresa Janina Harsdorf-Bromowiczowa (ur. 17 stycznia 1912 w Zielonej koło Kamieńca Podolskiego, zm. 21 sierpnia 2003 w Zakopanem) – polska nauczycielka języka polskiego i łaciny, poetka, harcerka, uczestniczka tajnego nauczania, więźniarka obozu KL Ravensbrück, przewodniczka tatrzańska.

## Życiorys
Była córką Antoniego Harsdorfa i Zofii ze Skarbek-Leszczyńskich. Wraz z rodziną uciekła przed skutkami rewolucji październikowej z rodzinnego majątku w Zielonej do Nowego Sącza. Uczyła się w szkole powszechnej w Nowym Sączu. Złożyła tamże przyrzeczenie harcerskie w 1926 roku. Studiowała filologię polską i romanistykę na Uniwersytecie Jagiellońskim, uzyskała tamże tytuł magistra w 1933 roku. Pracowała jako nauczycielka języka polskiego w szkołach średnich w Nowym Sączu. Brała udział w działalności harcerskiej, została hufcową w 1939 roku. Poślubiła Zbigniewa Bromowicza w 1938 roku. W czasie II wojny światowej miała pseudonim „Jaśka”, zaangażowała się w tajne nauczanie na terenie powiatu limanowskiego, kolportowała nielegalną prasę, brała udział w przerzutach ludzi na Węgry, nawiązała współpracę z partyzantami Armii Krajowej. Została aresztowana wraz z mężem 25 sierpnia 1944 roku przez Gestapo, przewieziona do krakowskiego Więzienia Montelupich, a następnie do końca wojny była osadzona w KL Ravensbrück, dostała numer 74 530. W obozie wstąpiła do Tajnej Drużyny Harcerskiej „Mury”. Została tamże pozbawiona płodności. Pozostawała w obozie do 10 kwietnia 1945 roku, następnie trafiła do Szwecji, wywieziona pod opieką Szwedzkiego Czerwonego Krzyża dzięki interwencji hrabiego Folkego Bernadottego. 
Po zakończeniu wojny przebywała krótko w Szwecji, gdzie współorganizowała drużynę harcerską „Wędrowne Ptaki” i wróciła do Polski w październiku 1945 roku. Od 1947 roku uczyła w liceum sanatoryjnym w Bystrem. Zamieszkała z mężem w Zakopanem przy ul. Tytusa Chałubińskiego 17, uczyła języka polskiego i łaciny w szkołach średnich w Zakopanem do 1971 roku. Była komendantką harcerską żeńskiego hufca w Zakopanem w latach 1946–1948 w Zakopanem, w Sanatorium Dziecięcym na Bystrem założyła pierwszą w Polsce drużynę Nieprzetarty Szlak w 1947 roku, w 1948 roku została harcmistrzynią. Podróżowała po Beskidach, pierwszy raz Tatry odwiedziła w 1933 roku. Wraz z mężem uprawiała taternictwo, chodziła na piesze wycieczki i uprawiała narciarstwo w Tatrach po II wojnie światowej. Należała do Koła Pisarzy Podhalańskich w latach 1946–1949. Zdała egzamin na przewodnika tatrzańskiego w październiku w 1956 roku. Przeszła na emeryturę w 1971 roku, 18 stycznia 1980 roku zmarł jej mąż, po jego odejściu wróciła do Nowego Sącza i zamieszkała z siostrą Ewą Harsdorf, malarką. Angażowała się w działania Ruchu Odnowy w Duchu Świętym w parafii Najświętszego Serca Pana Jezusa w Nowym Sączu. Powróciła do Zakopanego po śmierci siostry w 1999 roku.
Została pochowana na zakopiańskim Nowym Cmentarzu przy ul. Nowotarskiej razem z mężem, na ich grobie zasadzono kosodrzewinę.

## Twórczość
Pisała wiersze obozowe oraz wspomnienia z obozu koncentracyjnego, a także wspomnienia z Tatr. Publikowała w Gazecie Krakowskiej i Oscypku. Jej poezja została nagrodzona na konkursie towarzyszącym Jesieni Tatrzańskiej. Wybrane wiersze tatrzańskie: Przyjaźń z kosodrzewiną, Trzy wiersze o człowieku i o skale, Żabi Koń (zob. Żabi Koń). 

### Publikacje książkowe
- Kobiety idące pod wiatr (przed 1945)[8]
- O nauczaniu i wychowaniu dzieci przewlekle chorych (1956, współautorka)[9]
- Przyjaźń z kosodrzewiną: na szlakach górskich wspomnień 1947-1979 (1999)[10] – wspomnienia o mężu[2]
- Utwory zebrane (2001[11], 2003[12])